# Shenqiu
Shenqiu  (en chino, 沈丘; pinyin, Shěnqiū (escuchar)ⓘ) es un condado  bajo la administración directa de la Prefectura Zhoukou en la Provincia de Henan, República Popular China.  Su área es de 1082 km² y su población total para 2020 superó los 950 mil habitantes. 

## Administración
A julio de 2025, el  Condado Shenqiu  se divide en 22 pueblos  administrados en 2 subdistritos,  15 poblados y 5 villas.

## Toponimia
El topónimo Shenqiu [/shen-chióu/] se compone de los sinogramas Shen (nombre propio) y Qiu (montículo).
En el año 1497 durante la dinastía Ming se estableció Shenqiu. Su nombre deriva de su topografía. La sede del condado se construyó sobre un gran montículo, este montículo se llamaba "Qin Qiu" (寝丘) por lo que, tras la fundación del condado, adoptó su nombre.
Otra teoría sugiere que proviene del antiguo Estado Shen (沈国) de la dinastía Zhou, con el significando 'las ruinas (montículo) del [Estado] Shen'.